# Bill Cash
William Nigel Paul "Bill" Cash, född 10 maj 1940 i Finsbury i London, är en brittisk konservativ politiker. Han var 1984–1997 ledamot av underhuset för Stafford och är sedan 1997 ledamot för Stone.
Bill Cash arbetar som advokat och driver advokatfirman William Cash & Co. 
Han blev parlamentsledamot 1984, då han valdes i ett fyllnadsval för valkretsen Stafford. Sedan 1997 är han ledamot för valkretsen Stone i Staffordshire. Han är känd som en övertygad EU-skeptiker och ledde vid ett tillfälle ett uppror mot partiledningen i fråga om Maastrichtfördraget. Upproret var nära att fälla John Majors regering. Han har beskrivits av Kenneth Clarke som den mest EU-skeptiske parlamentsledamoten. Han är ordförande för European Foundation. 